# Tmarus vachoni
Tmarus vachoni là một loài nhện trong họ Thomisidae.
Loài này thuộc chi Tmarus. Tmarus vachoni được miêu tả năm 1942 bởi Millot.